# キルタの戦い
キルタの戦いは、第二次ポエニ戦争中の紀元前203年に発生した、スキピオ・アフリカヌス隷下のローマ軍分遣隊と、カルタゴの同盟国であったヌミディア王シュファクスの戦いである。

## 戦闘

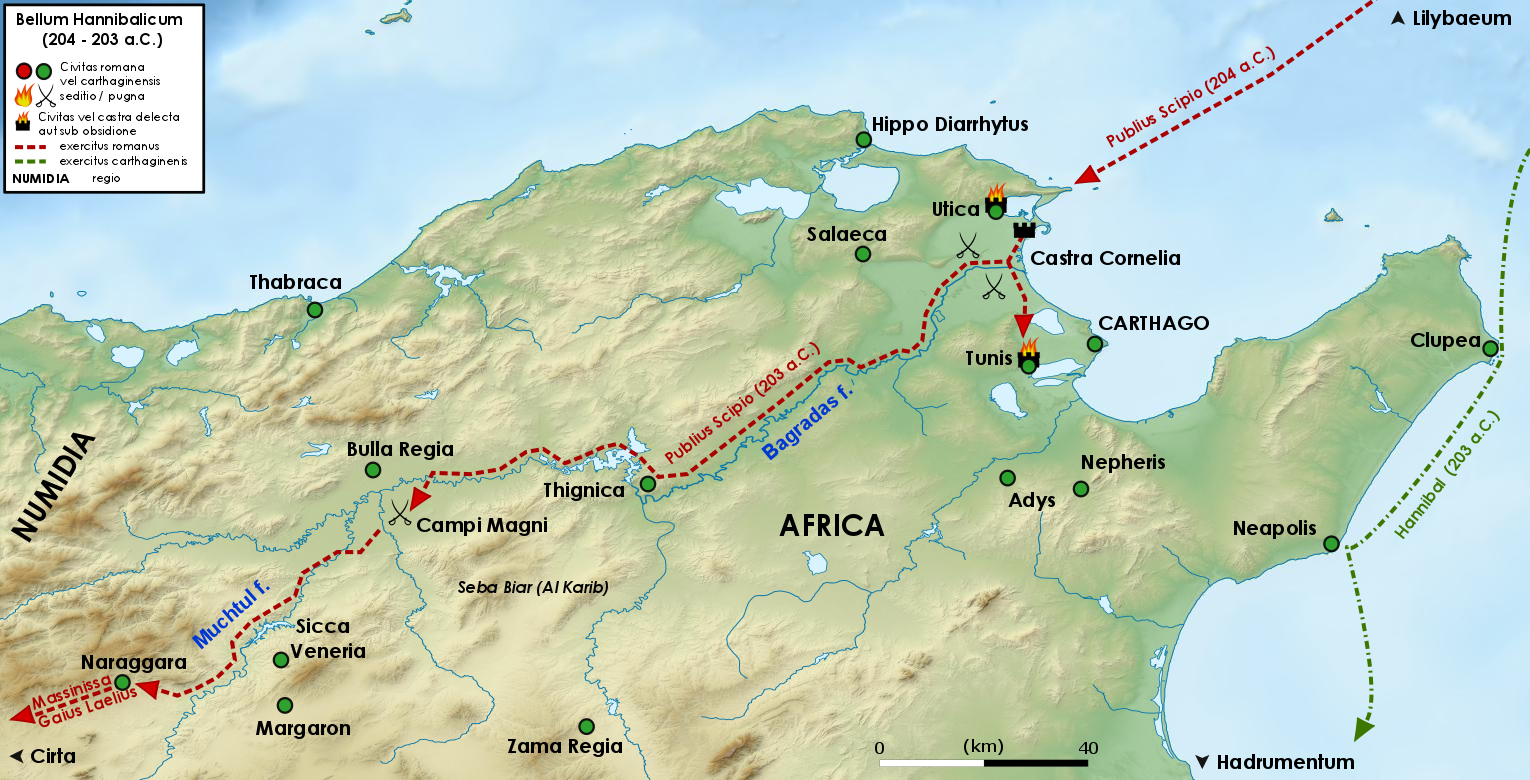
スキピオのアフリカ侵攻経路

バグラデス川の戦いの敗北後、シュファクスはヌミディアに撤退した。スキピオはその信頼する部下であるガイウス・ラエリウスと、ヌミディア騎兵を率いたマシニッサにシュファクスの追撃を命じた。シュファクスはヌミディアの首都であるキルタ（現在のコンスタンティーヌ）に逃げており、そこでローマ軍に対抗するための新たな兵を集めていた。シュファクスはスキピオの成功を見て、自身の軍も急いでローマ式に再組織しようとしていた。しかしながら、新編成された軍は数の上ではローマ軍に匹敵したものの、ほとんどの兵士は経験が不足していた。
最初の激突は両軍の騎兵間に発生した。当初の戦いは激しいものであったが、ローマ軍歩兵が騎兵を支援すると、カルタゴ軍騎兵は撃破されて戦場から逃走した。シュファクスは自軍が崩壊するのを見ると、自らを危険にさらして前進し、兵を再集結させようとした。しかし、この勇敢な試みの最中に、彼は馬を失い捕虜となった。
ローマ軍はキルタに迫り、鎖に繋がれた王シュファクスを見せて開城させた。
スキピオのアフリカでの立場は確立された。まもなくハンニバルがイタリアから戻り、ザマの戦いが発生するが、スキピオはこれにも勝利し第二次ポエニ戦争は終結する。

## 参考資料
- Livy, Titus (trans. Rev. Canon Roberts). The History of Rome, Volume 4. London: J. M. Dent & Sons, Limited, 1905. pp. 11-12

座標: 北緯36度22分03秒 東経6度36分43秒 / 北緯36.3675度 東経6.6119度